# Ostrý (Moravskoslezské Beskydy)
Ostrý je jedna z nejvyšších dominant východní části Moravskoslezských Beskyd. Horopisně se řadí do Lysohorské hornatiny, která je tvořena flyšovými pásmy a godulským pískovcem. Tvoří mohutnou rozsochu vybíhající z horského uzlu Kalužný směrem k severovýchodu, která tak vytváří dvě strmá údolí odvodňované horskými říčkami Tyrka a Kopytná.

## Chata na Ostrém

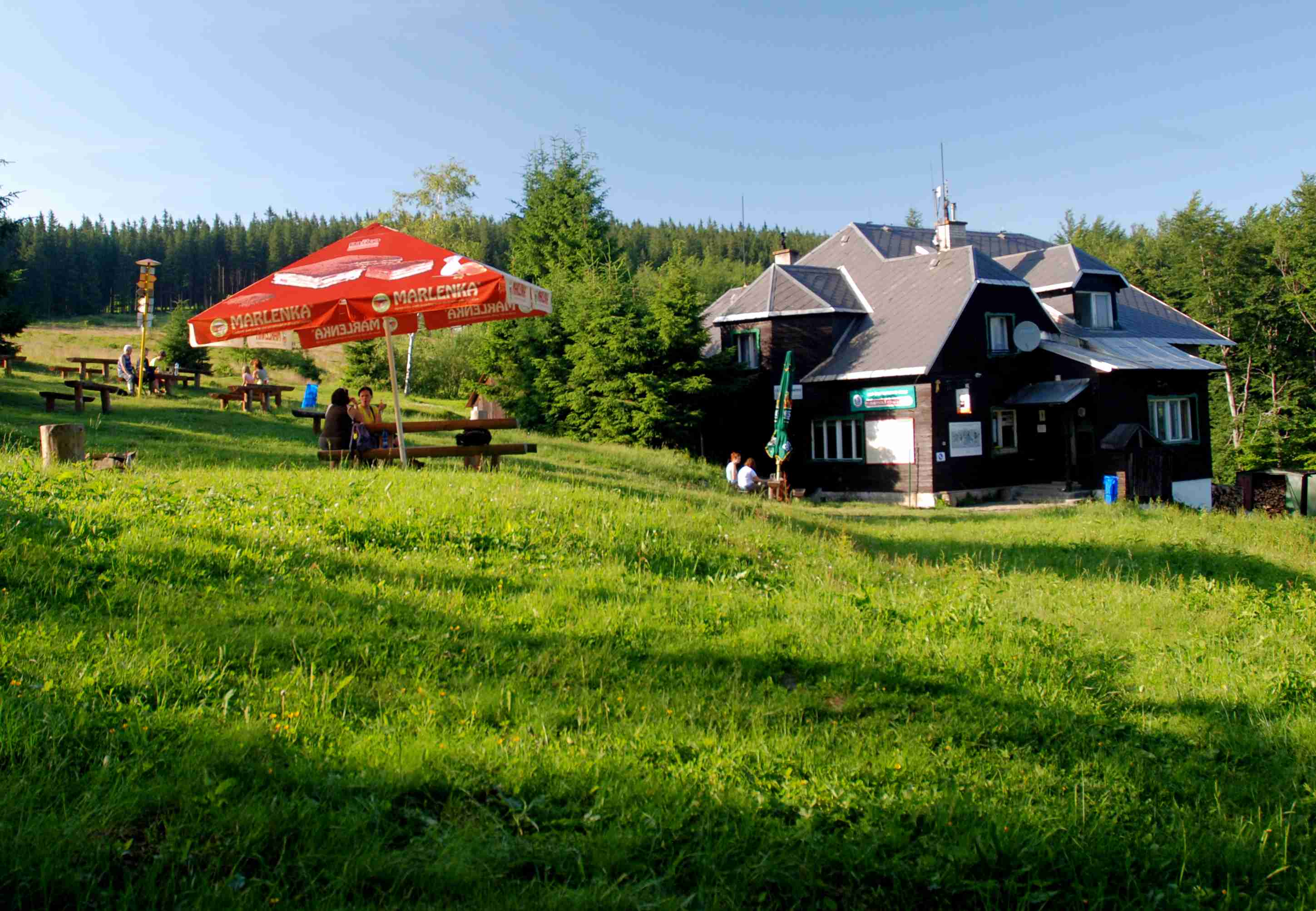
Turistická chata na Ostrém

V roce 1935 byla na jižním svahu Ostrého, v nadmořské výšce 954 m, postavena turistická chata pod patronátem Německého turistického spolku. Chata tu stojí dodnes, dnes ji spravuje Klub českých turistů. Je částečně rekonstruovaná. Okolí chaty je odlesněno a ve dnech s dobrou viditelností lze spatřit jak vrcholky blízké Malé Fatry, tak i nejvyšší hory Karpatského oblouku Vysoké Tatry.

## Turistika
Ostrý je vyhledávaným místem jak v létě, tak především i v zimě. K chatě vede spousta turistických značek. Nejkratší výstup je z podhorské obce Tyra – 3 km. Ostatní trasy se pohybují ve vzdálenostech okolo 5 – 7 km. 1. ledna každého roku se zde koná slavnostní Novoroční výstup.
Na severním svahu se nachází národní přírodní rezervace Čerňavina.
V zimě vede k chatě na Ostrém upravovaná lyžařská stopa.